# Rex Van de Kamp
Dr. Rex Van de Kamp es un personaje ficticio de la serie de televisión Desperate Housewives de la ABC. El personaje es interpretado por Steven Culp, y es el primer y difunto esposo de una de las protagonistas de la serie, Bree Van de Kamp, (interpretado por Marcia Cross). Culp fue parte del elenco principal solo durante la primera temporada desde que su personaje murió en el final de la temporada, pero hizo numerosas apariciones especiales para el resto de la serie en flashbacks.

## Desarrollo y salida
Steven Culp fue la primera elección del creador de la serie, Marc Cherry, para el papel de Rex, pero no estuvo disponible cuando se filmó el piloto original. El papel fue ofrecido entonces Michael Reilly Burke. En junio, ABC pidió que se reformularan tres miembros principales del elenco, Burke incluido, y Cherry ofreció a Culp el papel de Rex nuevamente. Sin embargo, Burke está presente en el fondo de algunas escenas en el corte final del episodio.
Culp no se sorprendió cuando su personaje fue asesinado, afirmando que tenía la sospecha de que alguien iba a ir en el primer final de temporada. El productor y escritor Kevin Murphy explicó el razonamiento para matar al personaje de Rex: "Cuando nos acercamos al final de la temporada 1, nuestro plan era que cada mujer entrara en un nuevo capítulo de vida, y Bree se convertiría en una mujer soltera. Tuvimos que tener a Rex divorciado de ella o muerto".

## Historia

### Pasado
Rex Van de Kamp es un doctor, el primer marido de Bree, y el padre de Andrew y Danielle. Rex y Bree primero conocido mientras atendiendo Universidad de Bosque del Lago en una reunión del Jóvenes Republicanos. En la temporada 6,  se revela que Rex tuvo un hijo que estuvo concebido antes de Rex conociera a Bree. Este hijo es Sam Allen y aparece en varios episodios de la temporada mencionada.

### Temporada 1
Rex le pide a Bree que se divorcie durante el episodio piloto, diciendo que ya no podría "vivir en este comercial de detergentes", aunque la verdadera raíz de sus problemas matrimoniales radica en que Rex no le pidió a su esposa que lo dominara sexualmente. Debido a la inhabilidad de Bree de satisfacerlo sexualmente, él comienza a ver a la ama de casa y prostituta local Maisy Gibbons (Sharon Lawrence). Rex sufre un ataque al corazón casi fatal mientras tiene relaciones sexuales con Maisy. Cuando Rex está en el hospital, Bree descubre su aventura con Maisy, y ella amenaza con destriparlo. Después de que Rex tiene un segundo ataque al corazón, la pareja decide que deben ser amables el uno con el otro en el tiempo que les queda. Bree comienza a salir con el farmacéutico local, George Williams, para lastimar a Rex, hasta que ella y Rex le dan otro intento a su matrimonio.El matrimonio se fortalece cuando Andrew admite que es homosexual. Sin embargo, George se enamora obsesivamente de Bree. George comienza a alterar las recetas de Rex, lo que lleva a Rex a tener otro ataque al corazón y a morir. Rex muere pensando que Bree lo ha estado envenenando, y en sus momentos finales, le escribe a Bree una nota diciendo que él entiende por qué ella lo ha envenenado y que él la perdona.

### Temporada 2
El funeral de Rex se lleva a cabo durante el estreno de la segunda temporada. El propio Culp no aparece, pero proporcionó su cara para la escena del ataúd abierto en el estreno de la temporada, que vio a los productores crear una máscara de vida del actor. Culp regresa como Rex en flashbacks en el final de la temporada ("Recuerda"). Los flashbacks incluyen la mudanza de Van de Kamps en 1994 a Wisteria Lane y la primera vez que conocen a Mary Alice Young. Otro flashback muestra a Rex en la farmacia local comprando tintes para el cabello con Bree en 2001 para deshacerse del color púrpura que Danielle le ha puesto en el cabello.

### Temporada 3
En "Mi esposo, el tramposo", el decimosexto episodio de la temporada 3, Rex se hace cargo del papel de narrar el episodio más allá de la tumba, en lugar de Mary Alice Young (Brenda Strong, la narradora regular). El episodio se centra principalmente en los hombres de Desperate Housewives (Carlos Solís, Tom Scavo, Mike Delfino, Orson Hodge e Ian Hainsworth).

### Temporada 5
Rex hace otra aparición en pantalla en flashbacks en el decimotercero episodio de la quinta temporada "Lo mejor que pudo haber pasado". Cuando Bree se queja de su estufa errática, Rex le dice que no puede permitirse comprarle uno nuevo, y le dice que tal vez debería conseguir un trabajo propio. Como una reacción a esto, Bree comienza a compilar recetas para hacer su propio libro de cocina. Rex patrocina a Bree, calificando su idea de tonta. Descorazonada, Bree tira sus notas. Eli Scruggs, que es el personal de mantenimiento, los recupera y se los da a Bree después del funeral de Rex, sugiriéndole que siga adelante con la idea.

### Temporada 7
Rex aparece brevemente en el estreno de la temporada "¿Recuerdan a Paul?" durante un flashback, charlando con Carlos.

### Temporada 8
Rex regresa en "Women and Death" durante uno de los flashbacks de Bree a cómo ella tiene una "máscara" y no le deja saber a Rex cómo se siente. Rex se ofende por esto y se va a la cama. Luego él apareció entre otros personajes fallecidos en el final de la serie, cuidando a Susan y su familia cuando ella deja Wisteria Lane.

## Trivia
- Ricardo Sherer es el nombre del personaje en Amas de Casa Desesperadas de Argentina, Armando Koppel en la versión colombo-ecuatoriana, Ricardo Fernandes en Brasil y Roberto Sotomayor en la versión de la Comunidad Hispana de Estados Unidos.